# دیک وولف
دیک وولف (انگلیسی: Dick Wolf؛ زادهٔ ۲۰ دسامبر ۱۹۴۶) یک تهیه‌کننده تلویزیونی، و تهیه‌کننده اهل ایالات متحده آمریکا است.